# Barbara Nelli

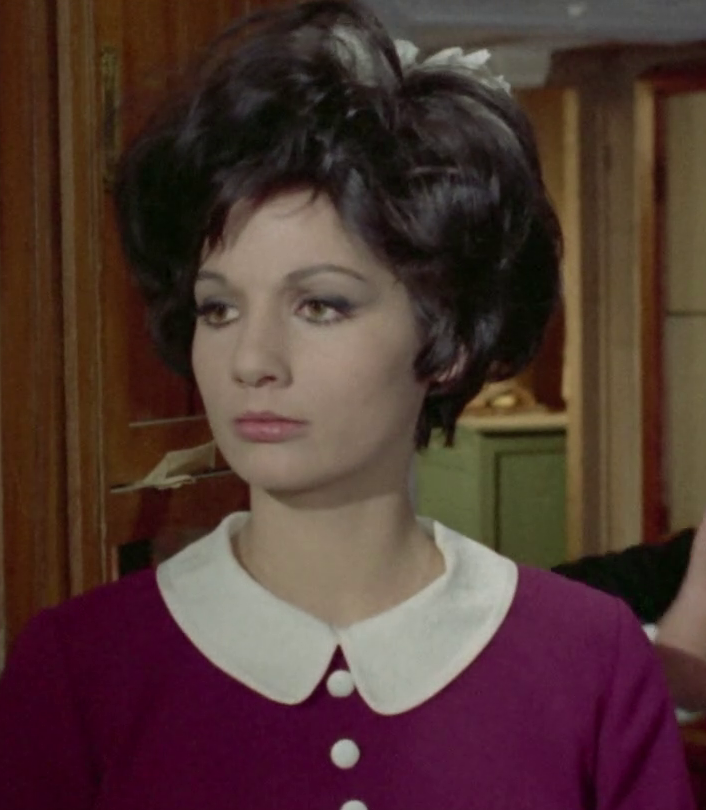
Barbara Nelli (1967)

Barbara Nelli ist eine italienische Filmschauspielerin der 1960er Jahre.

## Leben
Barbara Nelli begann ab 1964, auch unter dem Namen Barbara Nelly, in Spielfilmen mitzuwirken. Nach ersten Nebenrollen stellte sie 1965 in der Miniserie Questa sera parla Mark Twain die Rolle der Harriet dar. Es folgten im selben Jahr kleinere und größere Besetzungen unter anderen in Zwei Trottel gegen Goldfinger, Agentenfalle Lissabon, Scarletto – Schloß des Blutes, Ich habe sie gut gekannt und auch Das Folterhaus der Lady Morgan in der titelgebenden Rolle der Lady Susan Morgan. 1969 war sie unter anderen in Das Gesicht im Dunkeln in der Rolle der Alice zu sehen. Ihre letzte Filmrolle hatte sie im 1970 erschienenen Film Shangos letzter Kampf als Consuela.
Sie zierte zweimal das Cover des britischen Magazins Parade, einmal am 10. November 1962 und ein weiteres Mal am 11. Januar 1964.

## Filmografie (Auswahl)
- 1964: L'ultima carica
- 1964: Der Rächer von Golden Hill (Cuatro balazos)
- 1964: Seitensprünge (Extraconiugale)
- 1964: Napoleone a Firenze
- 1965: Questa sera parla Mark Twain (Miniserie, 7 Episoden)
- 1965: Zwei Trottel gegen Goldfinger (Due mafiosi contro Goldginger)
- 1965: Agentenfalle Lissabon (Mision Lisboa)
- 1965: Scarletto – Schloß des Blutes (Il boia scarlatto)
- 1965: Ich habe sie gut gekannt (Io la conoscevo bene)
- 1965: Das Folterhaus der Lady Morgan (La vendetta di Lady Morgan)
- 1966: Il nostro agente a Casablanca
- 1967: Il lungo, il corto, il gatto
- 1968: Donne... botte e bersaglieri
- 1968: Sing nicht, schieß! (Non cantare, spara, Fernsehfilm)
- 1969: Das Gesicht im Dunkeln (A doppia faccia)
- 1969: Seine Kugeln pfeifen das Todeslied (Il pistolero dell’Ave Maria)
- 1969: 'Franco e Ciccio... Ladro e Guardia'
- 1970: Shangos letzter Kampf (Shango, la pistola infallibile)